# Scott L. Fitzgerald

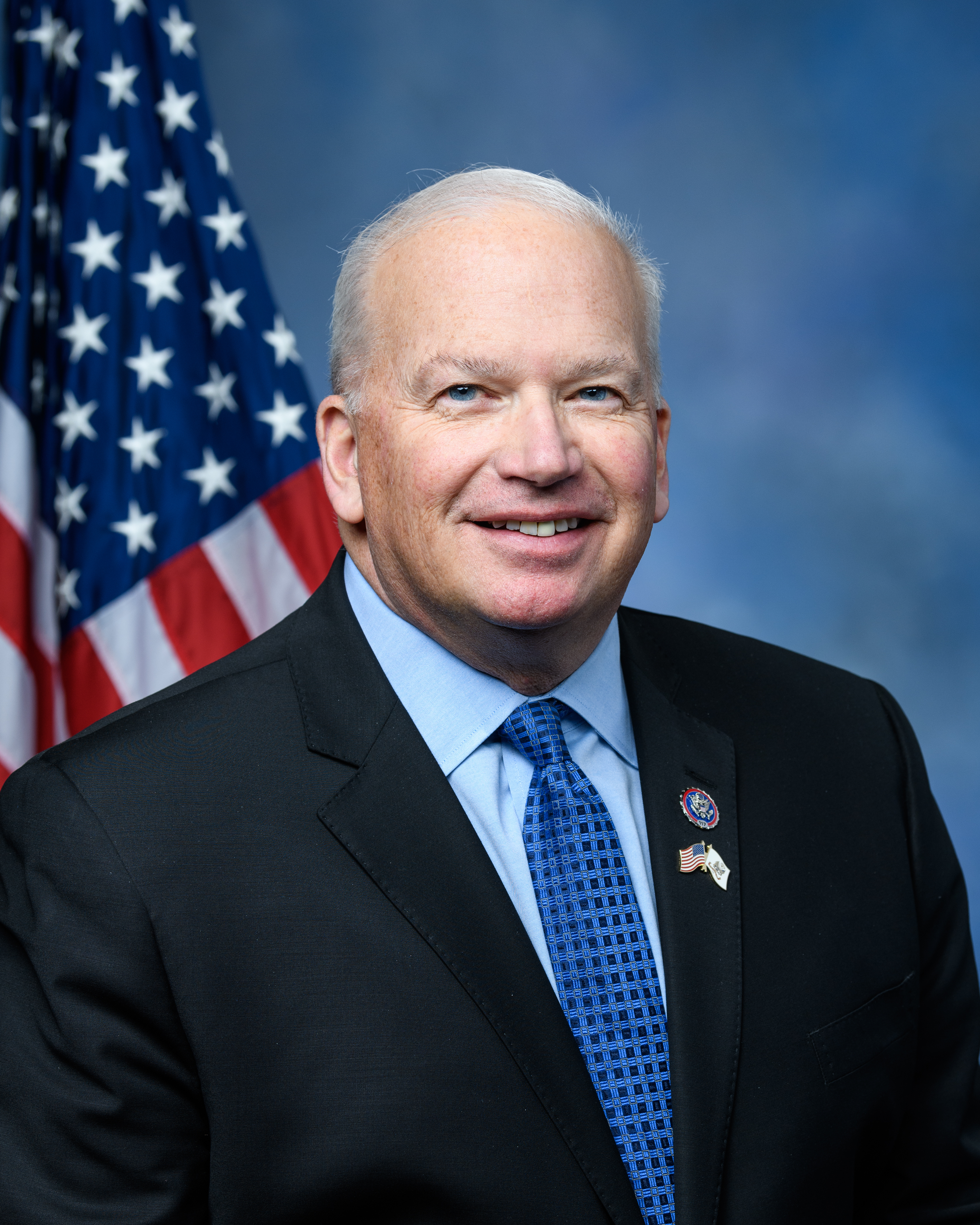
Scott L. Fitzgerald (2021)

Scott Lawrence Fitzgerald (* 16. November 1963 in Chicago, Illinois) ist ein US-amerikanischer Politiker der Republikanischen Partei. Seit Januar 2021 vertritt er den fünften Distrikt des Bundesstaats Wisconsin im US-Repräsentantenhaus.

## Leben
Scott Fitzgerald schloss 1981 die Hustisford High School in Hustisford ab. 1985 erhielt er einen Bachelor of Science von der University of Wisconsin-Oshkosh. Von 1981 bis 2009 diente er in der United States Army Reserve und erreichte den Rang eines Lieutenant Colonel. Nach seinem Abschluss war er als Herausgeber von Zeitungen tätig. Von 1995 bis 2020 war er Senator im Senat von Wisconsin. 2004, 2011 bis 2012 und 2013 bis 2020 war er dort der Majority Leader. Bei den Kongresswahlen des Jahres 2020 wurde Fitzgerald im fünften Wahlbezirk von Wisconsin mit 60 Prozent der Stimmen gegen den Demokraten Tom Palzewicz in das US-Repräsentantenhaus in Washington, D.C. gewählt, wo er am 3. Januar 2021 die Nachfolge von Jim Sensenbrenner antrat.
Die Primary (Vorwahl) 2022 seiner Partei konnte er ohne Gegenkandidaten für sich entscheiden. Er trat bei der Wahl 2022 am 8. November gegen Mike Van Someren von der Demokratischen Partei an. Er besiegte Van Someren mit rund 64 % klar und war damit seit 3. Januar 2023 für eine weitere Amtszeit im Repräsentantenhaus des 118. Kongresses vertreten. Bei der Vorwahl zur folgenden Kongresswahl 2024 hatten weder Scott Fitzgerald bei den Republikanern, noch Ben Steinhoff bei den Demokraten Gegenkandidaten. Bei der Hauptwahl zum 119. Kongress  schlug Fitzgerald Steinhoff mit 64,5 %.
Seine aktuelle Legislaturperiode im Repräsentantenhaus des 119. Kongresses läuft bis zum 3. Januar 2027.

## Ausschüsse
Er ist Mitglied in folgenden Ausschüssen des Repräsentantenhauses:
- Committee on Financial Services
  - Financial Institutions and Monetary Policy
  - Housing and Insurance
- Committee on the Judiciary
  - Courts, Intellectual Property, and the Internet
  - The Administrative State, Regulatory Reform, and Antitrust